# Mường Tè (xã), Mường Tè
Mường Tè là một xã thuộc huyện Mường Tè, tỉnh Lai Châu, Việt Nam.
Xã Mường Tè có diện tích 184,94 km², dân số năm 1999 là 3135 người, mật độ dân số đạt 17 người/km².